# Cattedrale di 's-Hertogenbosch
La cattedrale di San Giovanni Evangelista (o cattedrale di 's-Hertogenbosch o Sint-Janskathedraal) è la chiesa cattolica maggiore di 's-Hertogenbosch e cattedrale della locale diocesi. Si tratta del maggior esempio di gotico brabantino nei Paesi Bassi. La chiesa, costruita a partire dal XIII secolo, fu elevata al rango di cattedrale nel 1559.
La cattedrale fu tolta ai cattolici nel 1629 quando la città fu occupata dal governo olandese (prima era parte dei Paesi Bassi meridionali, l'attuale Belgio) ed assegnata ai protestanti pur essendo la città a stragrande maggioranza cattolica. Dopo un primo tentativo nel 1810 la cattedrale fu restituita ai cattolici da un decreto di Guglielmo I dei Paesi Bassi nel 1816 a patto che venisse data al piccolo gruppo protestante cittadino un'indennità per la costruzione di una loro chiesa, come in effetti avvenne.
L'edificio conserva un pregevole organo monumentale.

## Galleria d'immagini

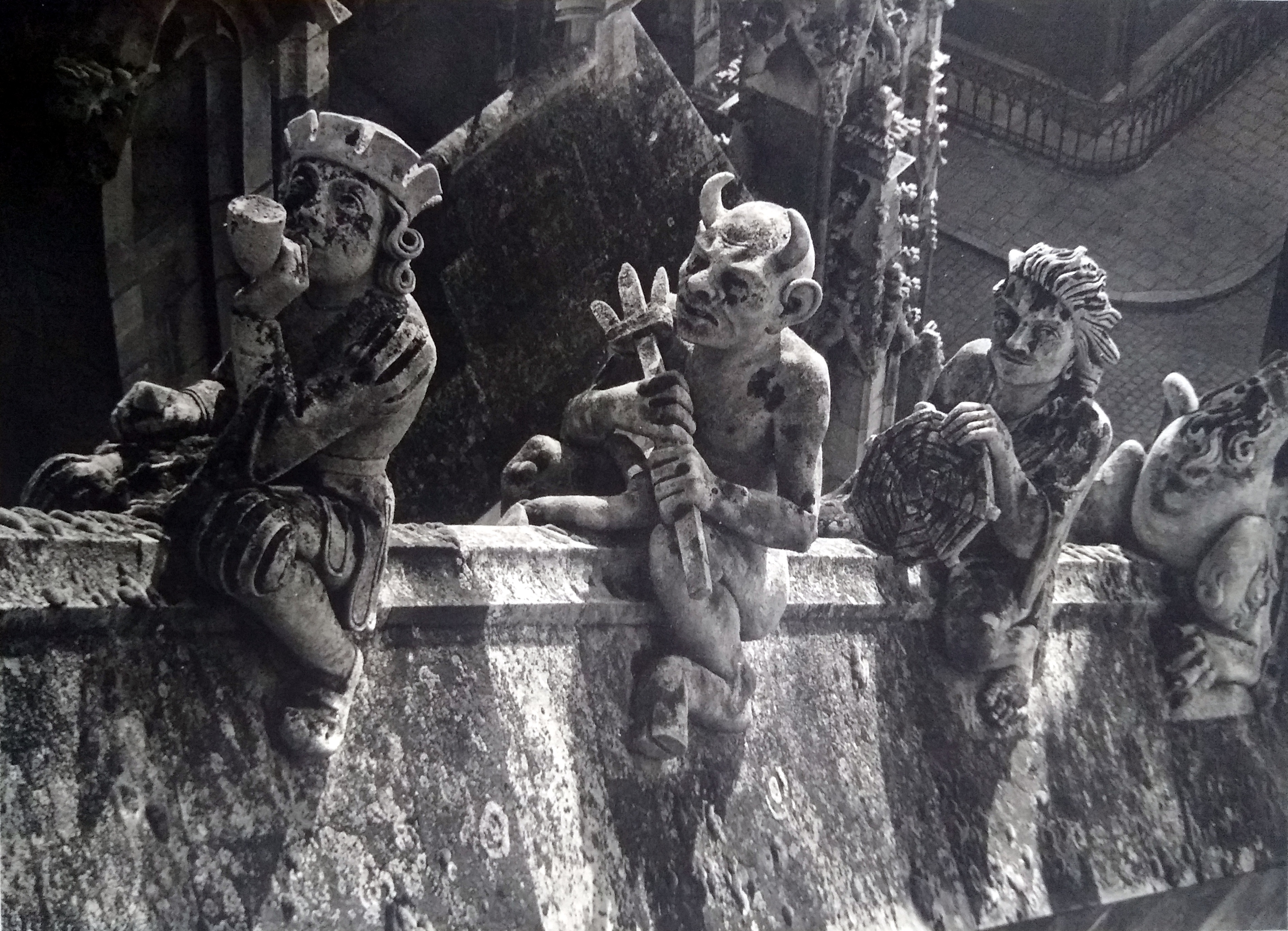
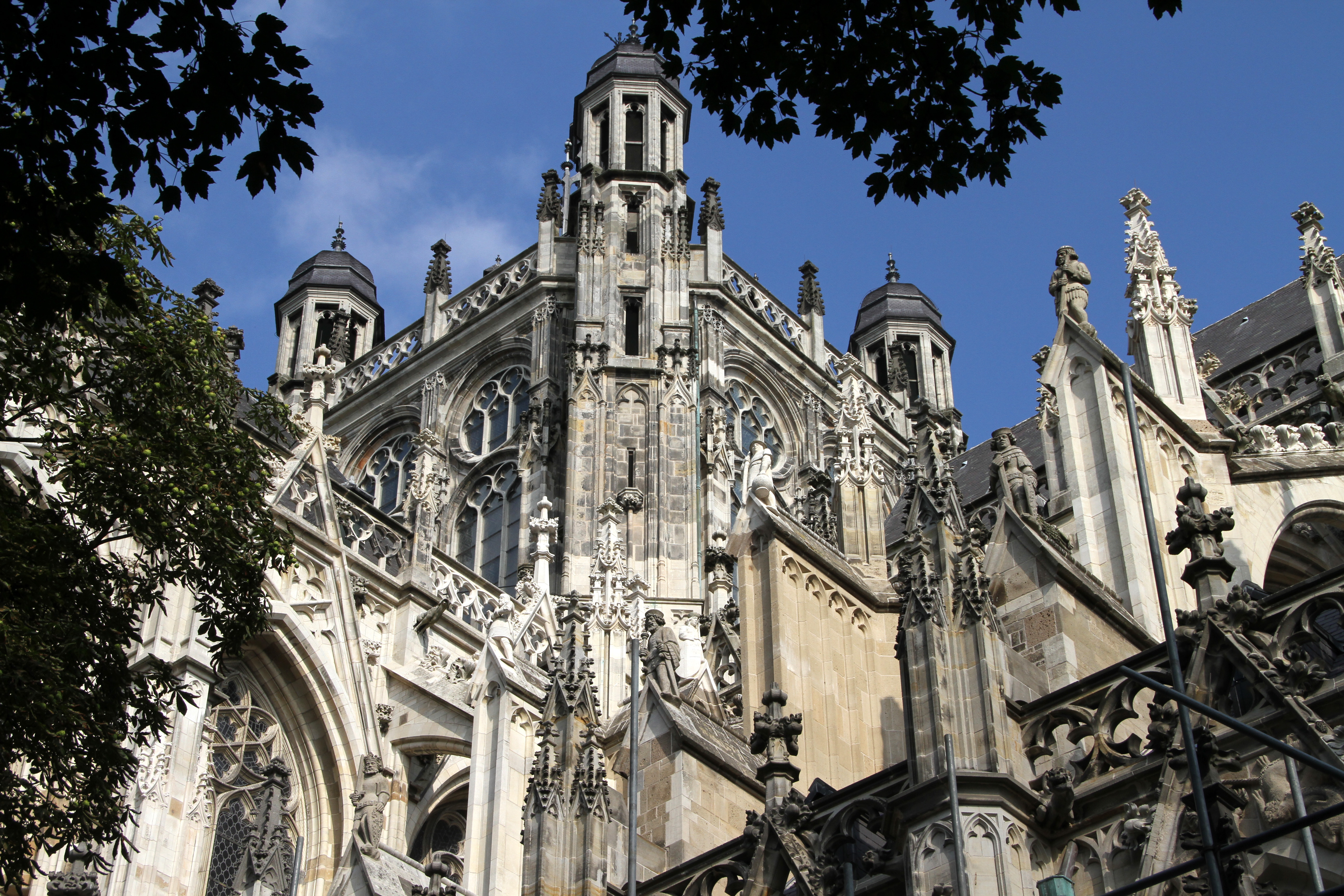
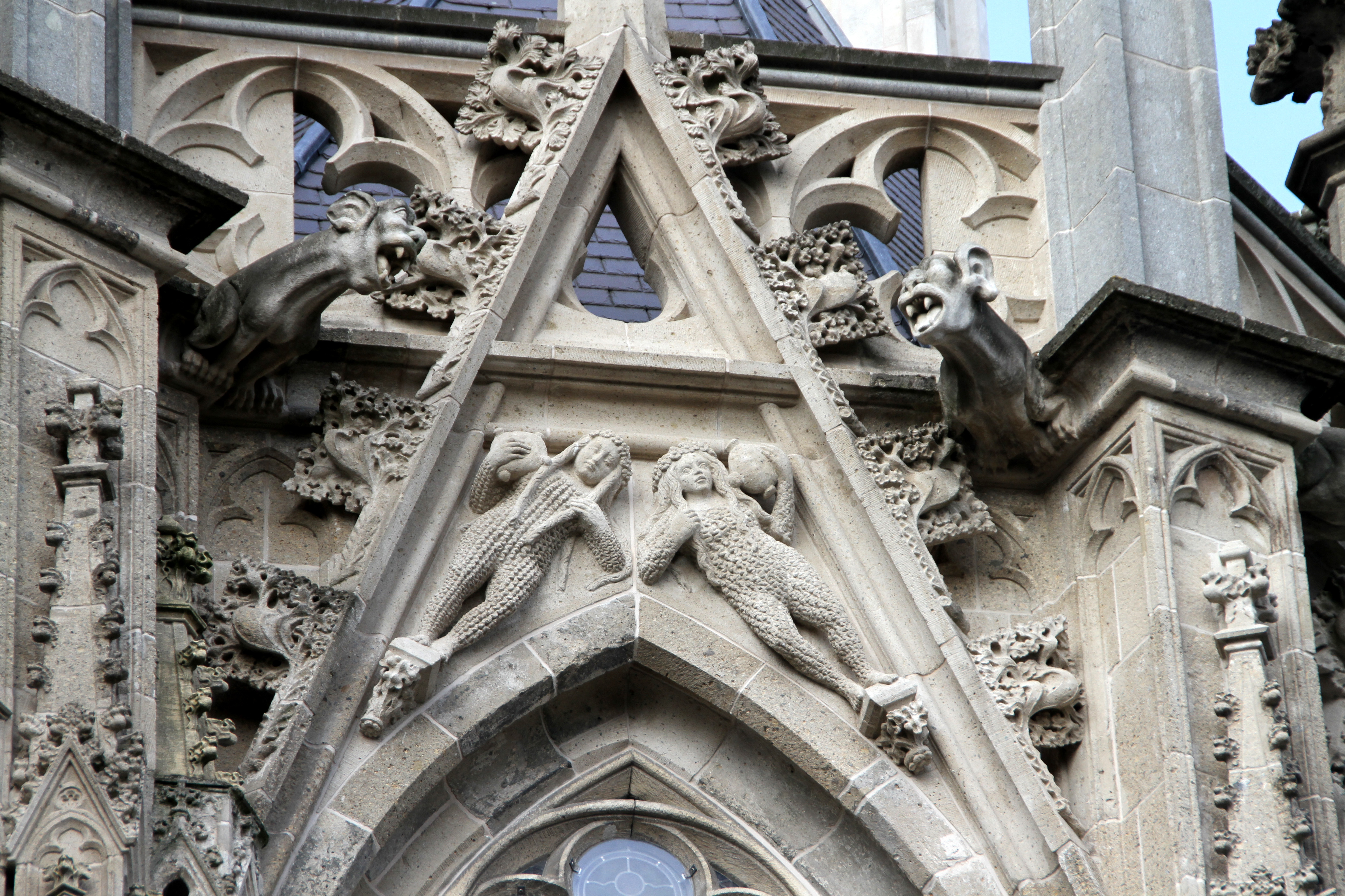
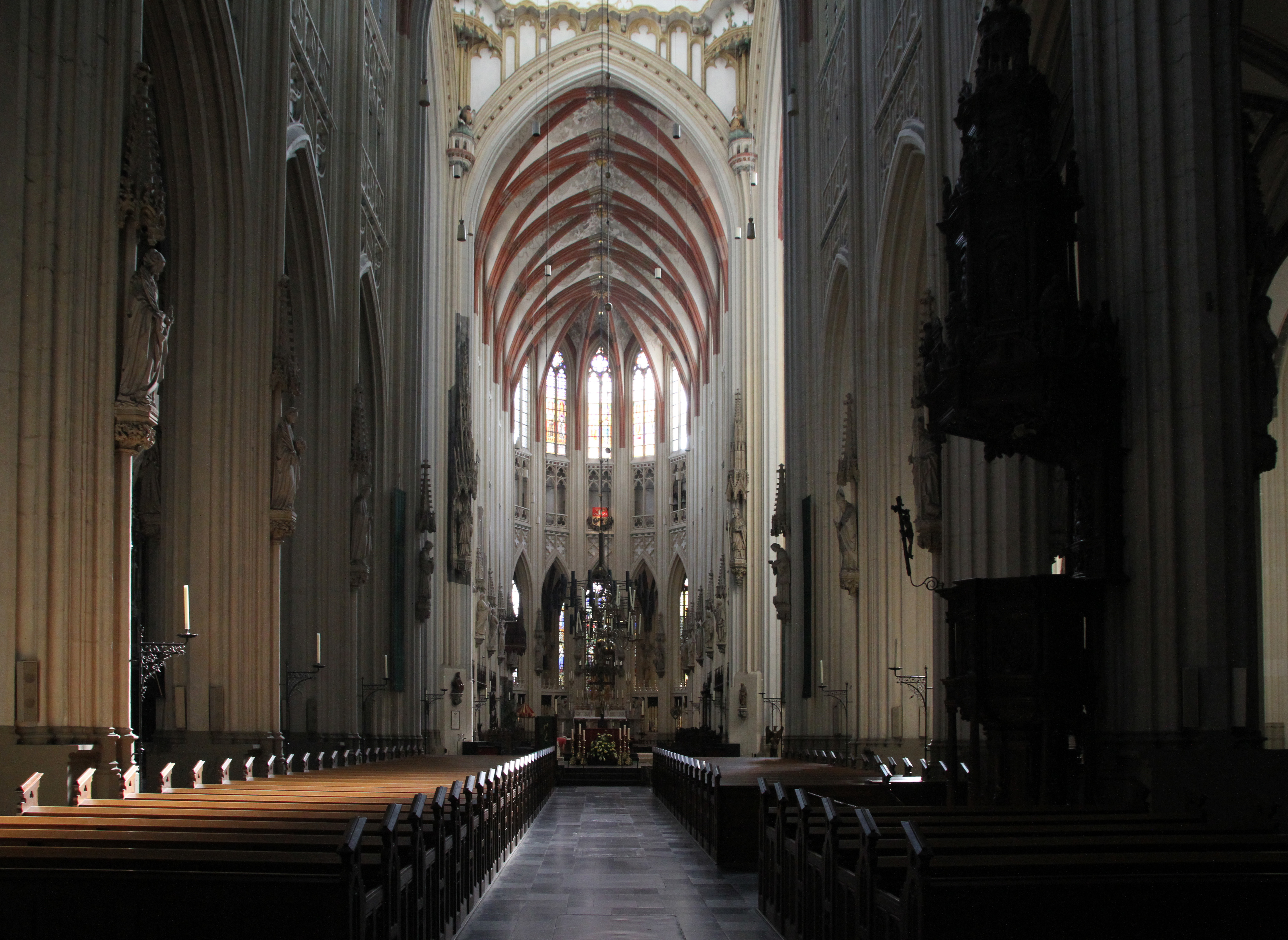
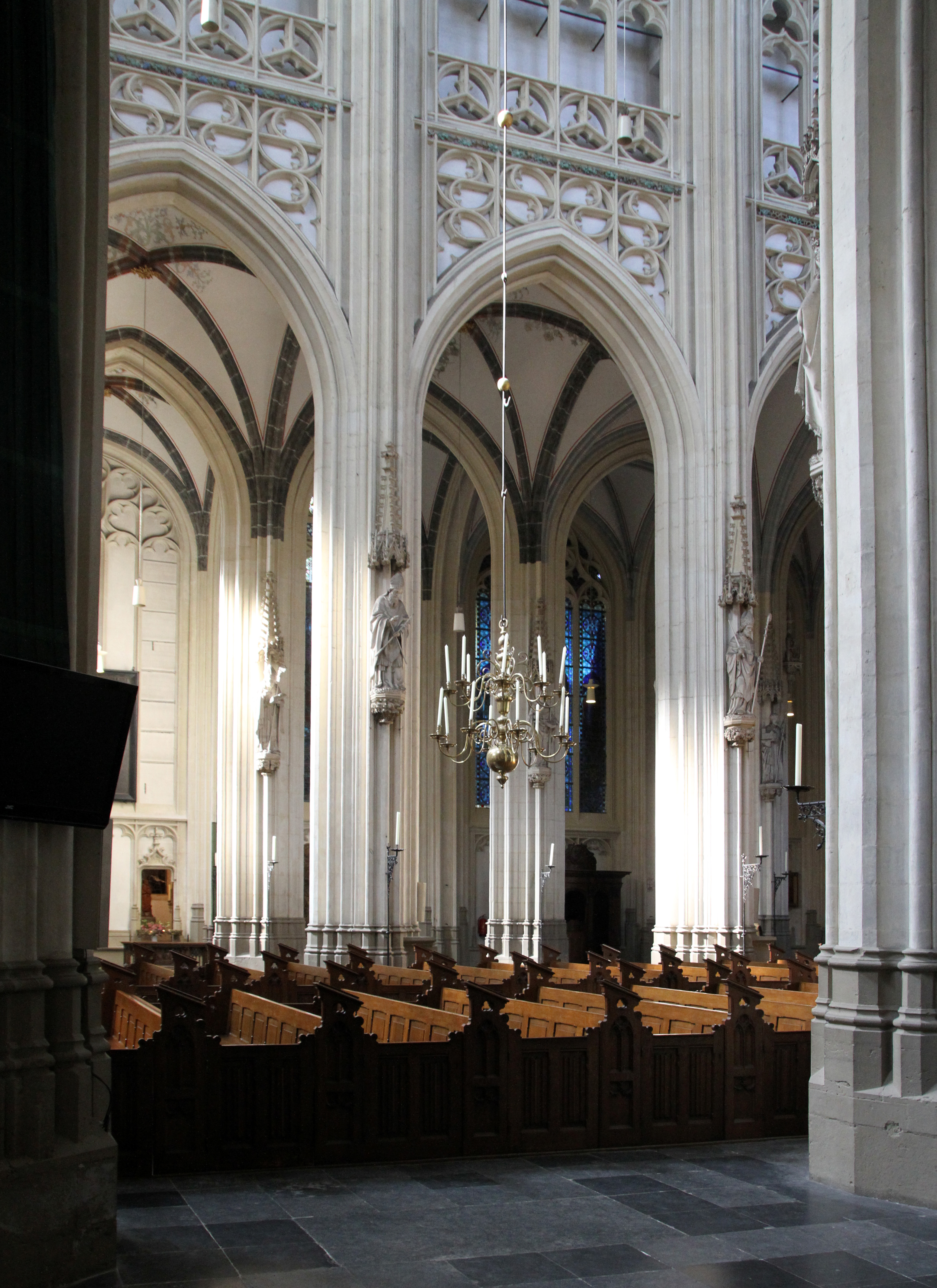
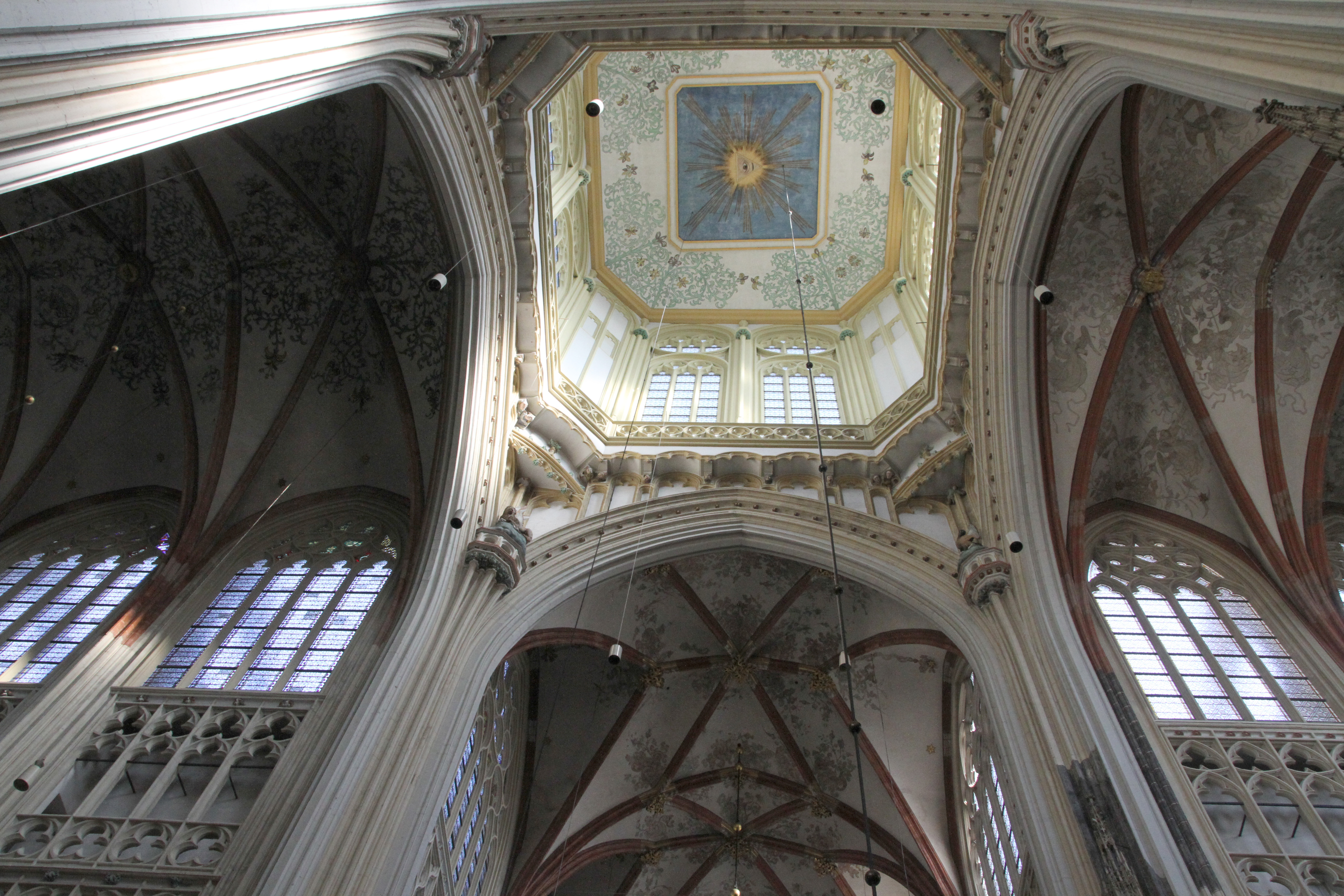
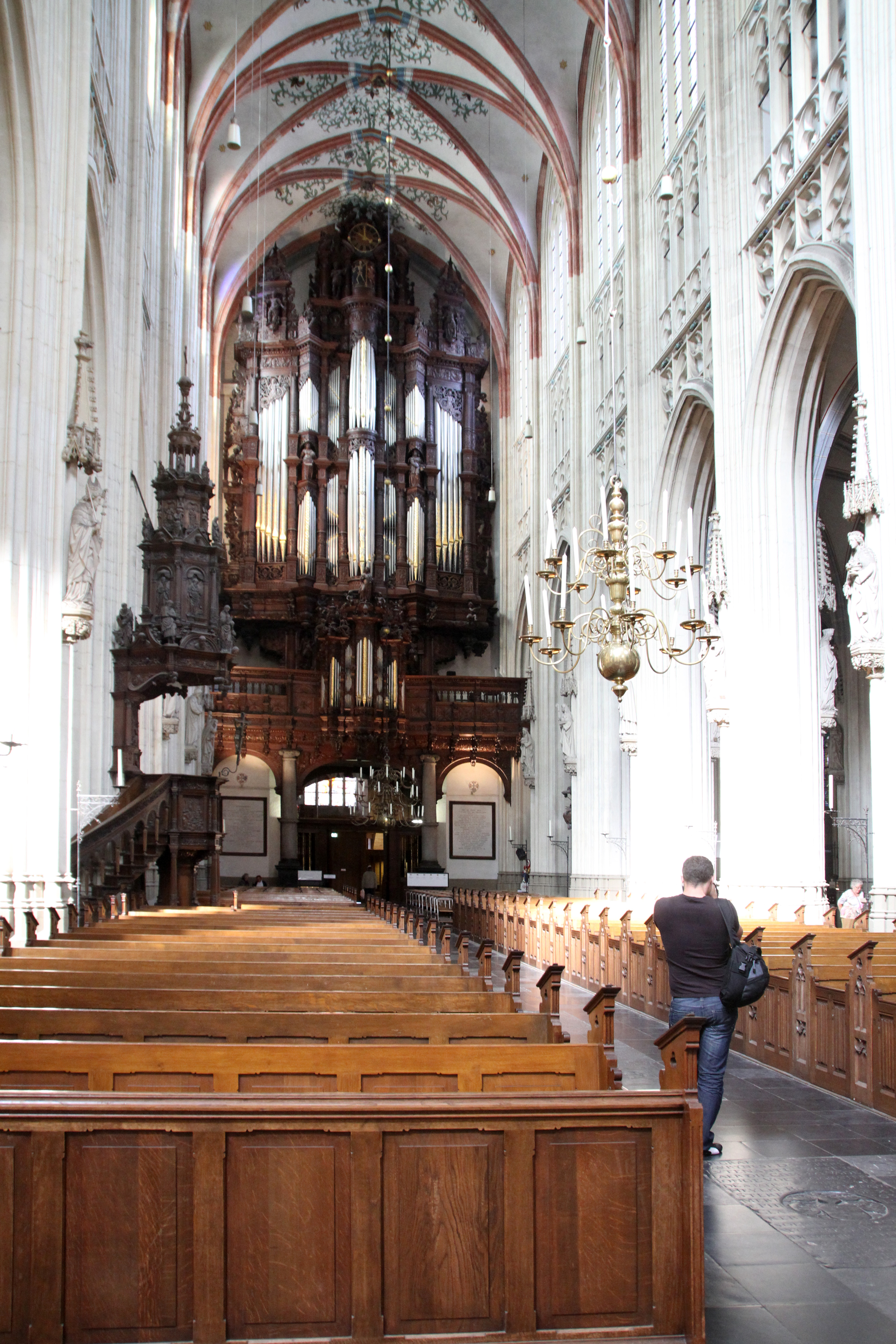